# Jacob Stang
Hans Georg Jacob Stang, född den 17 november 1830 i Nannestad (övre Romerike), död den 1 mars 1907 i Kristiansand, var en norsk statsminister. Han var gift med feministen Anna Stang och var far till försvarsminister Georg Stang.
Stang blev student 1848, juris kandidat 1852, varefter han en tid var fullmäktig hos advokat Dunker och 1859 slog sig ned som sakförare i Kongsvinger. 
Stang blev 1878 assessor i Kristiania byrätt, och utan föregående deltagande i det politiska livet blev han 1884 medlem av Johan Sverdrups ministär. 
Sommaren 1888 blev han statsminister i Stockholm efter Ole Richter. Efter att ha avgått tillsammans med den övriga ministären i juli 1889 utnämndes han til stiftsamtmand i Kristiansand.